# Anthemis zaianica
Anthemis zaianica là một loài thực vật có hoa trong họ Cúc. Loài này được Oberpr. mô tả khoa học đầu tiên năm 1998.